# Museo dell'Ara Pacis
Il Museo dell'Ara Pacis appartiene al Sistema Musei di Roma Capitale: esso custodisce l'antica Ara Pacis Augustae ed ospita mostre temporanee.
Il museo attuale fu inaugurato nel 2006, in sostituzione della precedente teca dell'architetto Vittorio Ballio Morpurgo, eretta negli anni trenta del XX secolo a protezione del monumento.

## Visitatori
Nel 2014 il Museo è stato visitato da 307.668 persone, con un aumento rispetto al 2013 del 18,67%. L'anno successivo, si evidenzia al contrario una sofferenza dei musei comunali in generale che, a differenza di quelli statali, perdono visitatori, con picchi negativi molto significativi come quelli del Museo dell’Ara Pacis che ne perde il 29,23% e scende a 217.730 visitatori. Questa riduzione sembra sia dovuta principalmente alla programmazione delle mostre, che nel 2014 aveva visto esposizioni di grande richiamo come "Impressionisti" e "Cartier Bresson", mentre nel 2015 le mostre sono state più settoriali, come "E42" e "Nutrire l'impero". Dal 2016 c'è stato via via un lieve rialzo nel numero dei visitatori, con i suoi 241.609 visitatori, fino ad arrivare ai 287.936 nel 2017. Nel biennio successivo, invece, i visitatori si sono di nuovo abbassati, anche rispetto al 2015, segnando il numero di 216.806 nel 2018 e di 203.586 nel 2019, toccando così il numero più basso dopo i 189.254 visitatori del 2012.

## Struttura

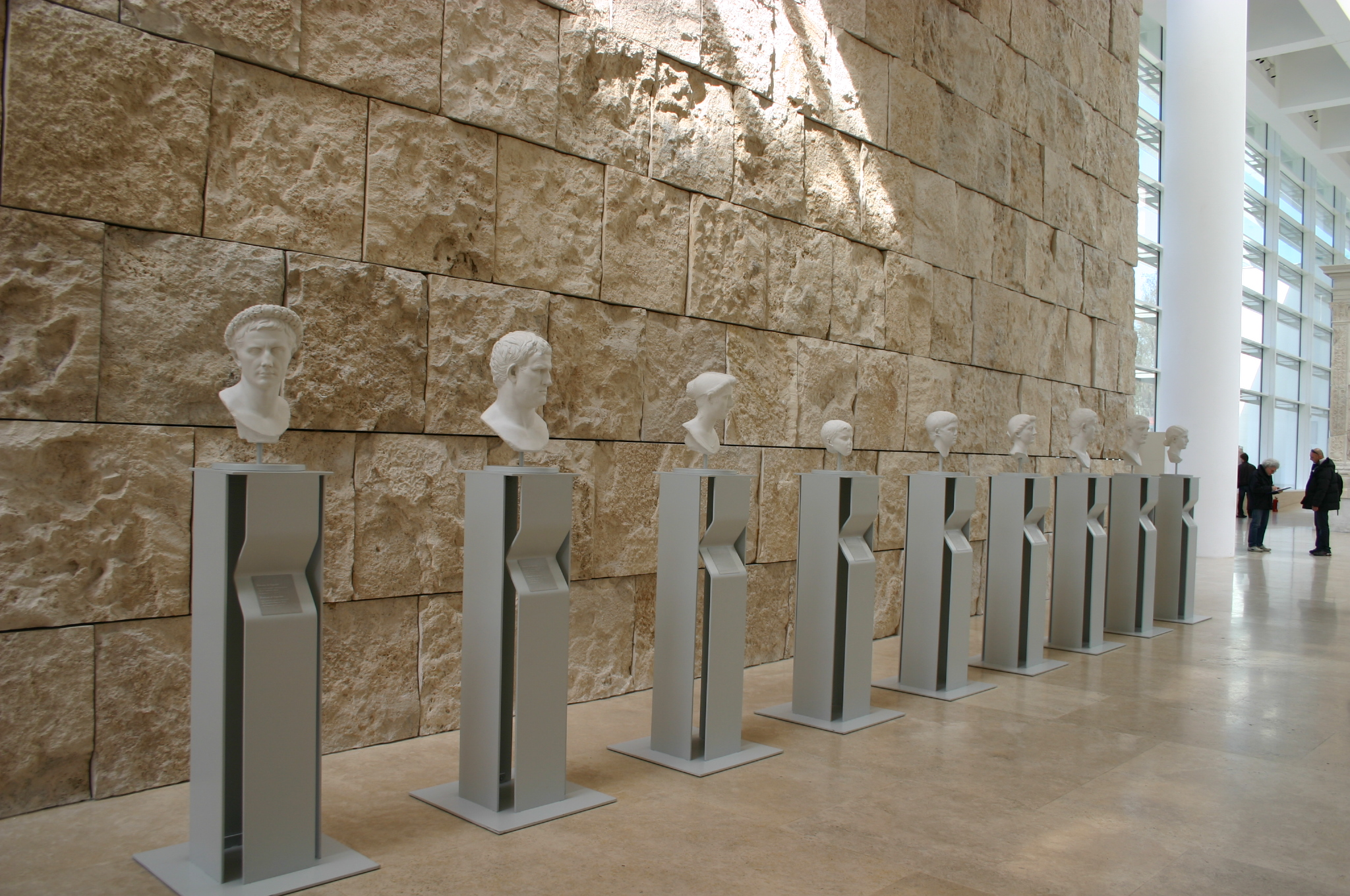
I ritratti della dinastia Giulio-Claudia collocati subito dopo l'entrata

L'opera di Richard Meier, realizzata in acciaio, travertino, vetro e stucco, è il primo grande intervento architettonico-urbanistico attuato nel centro storico di Roma dai tempi del Fascismo: è una struttura dalle forme tipicamente moderniste, dai caratteri possenti e minimalisti. L'edificio si erge sopraelevato a lato del Mausoleo di Augusto, visibile dalle superfici vetrate che consentono di ammirare l'Ara Pacis in condizioni di luminosità uniformi.
Il colore bianco è il marchio di fabbrica di Richard Meier, mentre le lastre di travertino che decorano parte dell'edificio sono frutto delle modifiche apportate dall'architetto in corso d'opera (originariamente erano previste superfici di alluminio), dopo un riesame del progetto in seguito alle polemiche riguardanti l'impatto visivo della struttura sul contesto urbano circostante, in particolare sul Mausoleo di Augusto.

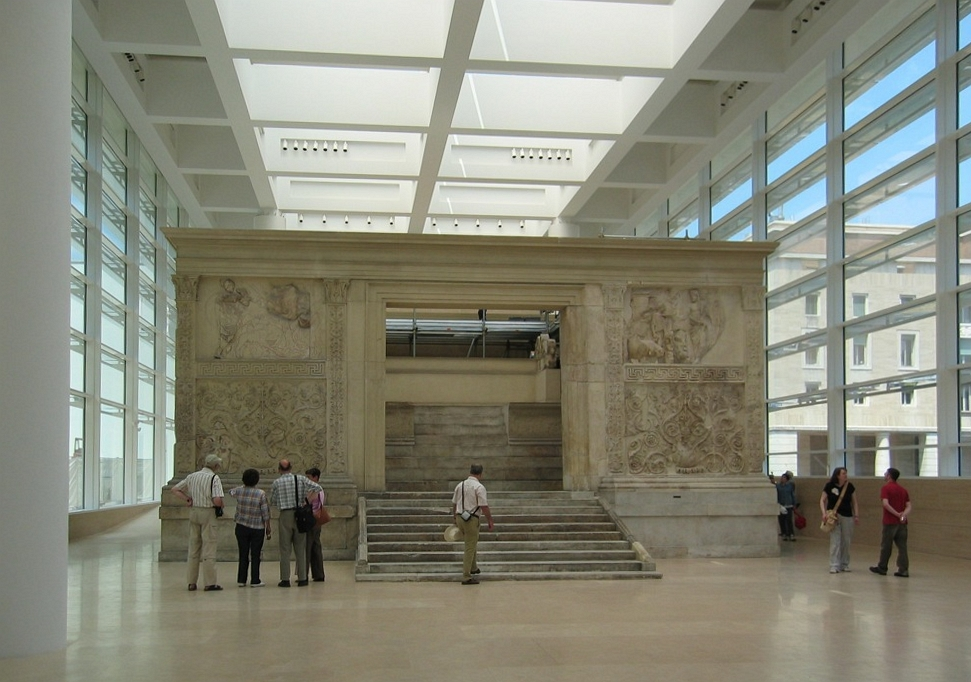
La collocazione dell'ara

Il progetto prevedeva inizialmente la costruzione di un sottopassaggio che avrebbe messo in comunicazione l'edificio con il Tevere, ma che non fu poi realizzato. 

## Storia

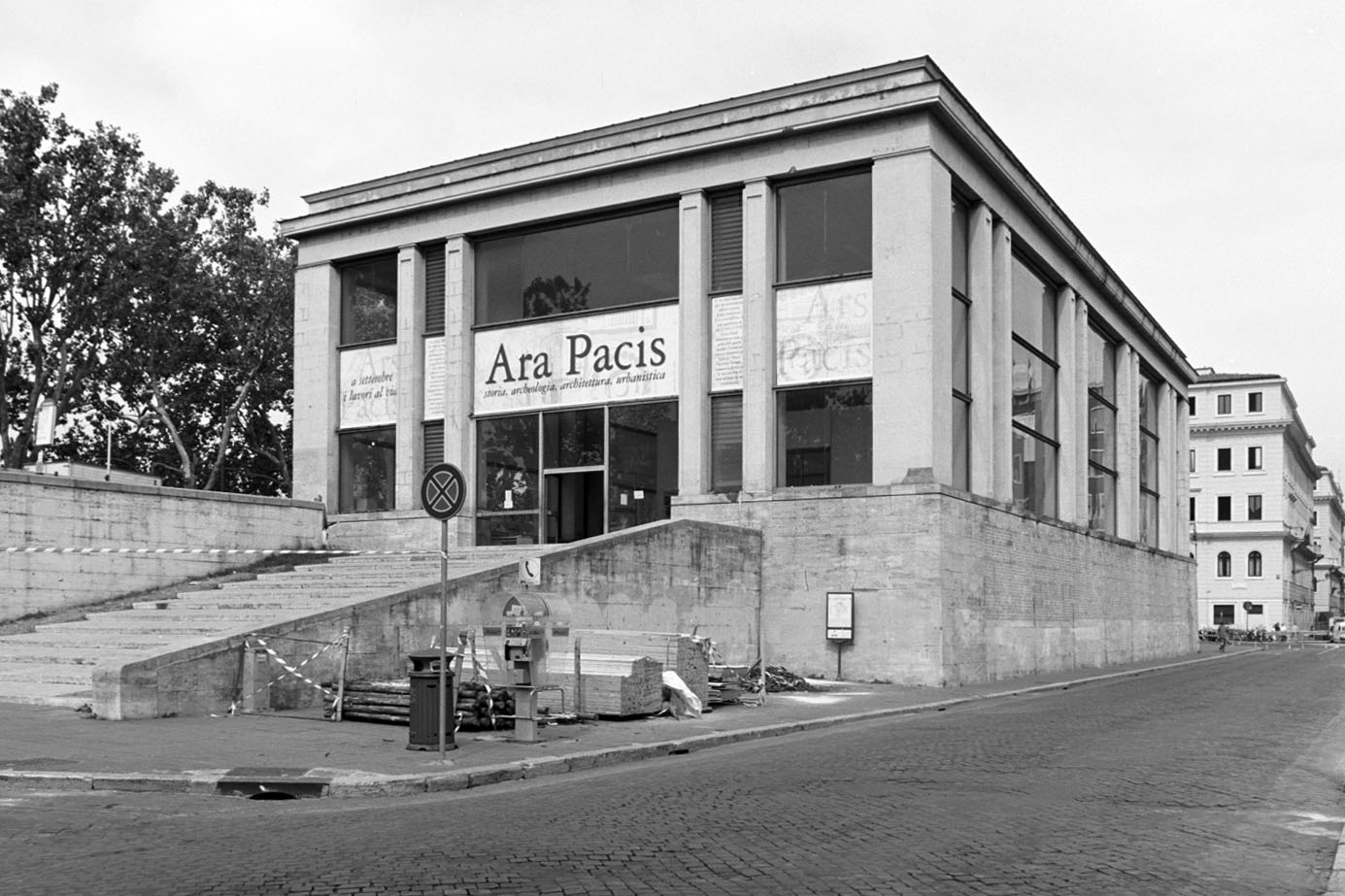
La vecchia teca di Vittorio Ballio Morpurgo in una foto del 19 settembre 2000, il giorno prima dell'inizio della demolizione

In precedenza l'Ara Pacis era racchiusa all'interno di una struttura nota come "teca del Morpurgo" (dal nome del suo ideatore, l'architetto Vittorio Ballio Morpurgo), costruita nel 1938 (per dettagli vedere "Storia dell'Ara Pacis").
L'idea di sostituire la teca del Morpurgo con una struttura museale moderna venne inizialmente proposta dall'allora sindaco di Roma Francesco Rutelli all'architetto americano Meier, durante un incontro a Davos. Nel 1996 Rutelli affidò a Meier l'incarico, senza alcun concorso.Il cantiere iniziò nel settembre del 2000 e il complesso museale venne inaugurato e aperto al pubblico il 21 aprile 2006 (in occasione del Natale di Roma). Secondo le stime di Italia Nostra, i costi dell'intervento, inizialmente previsti per 5,9 milioni di euro, lievitarono a 16,8 milioni.
Nella notte tra il 31 maggio e 1º giugno 2009, ignoti hanno imbrattato con vernice verde e rossa il muro bianco esterno, posizionando anche un water ai piedi del muro. Il 12 dicembre dello stesso anno invece un gruppo di attivisti di Earth First!, in concomitanza con il vertice di Copenaghen, hanno tinto di verde la fontana e affisso sul lato della teca di Via Tomacelli uno striscione con scritto «Earth First! Act Now» (La terra prima di tutto! Agisci ora!). I funzionari e gli addetti al Museo, immediatamente intervenuti, hanno rimosso in pochi minuti la scritta e svuotato la fontana. In relazione a quanto accaduto, il Sovraintendente ai Beni Culturali del Comune di Roma, Umberto Broccoli, ha invitato «chi manifesta in questo modo le proprie, pure condivisibili, preoccupazioni per le sorti del clima del pianeta a farlo con maggiore senso civico e nel rispetto dei monumenti di Roma e di quanti lavorano per la loro tutela e valorizzazione».

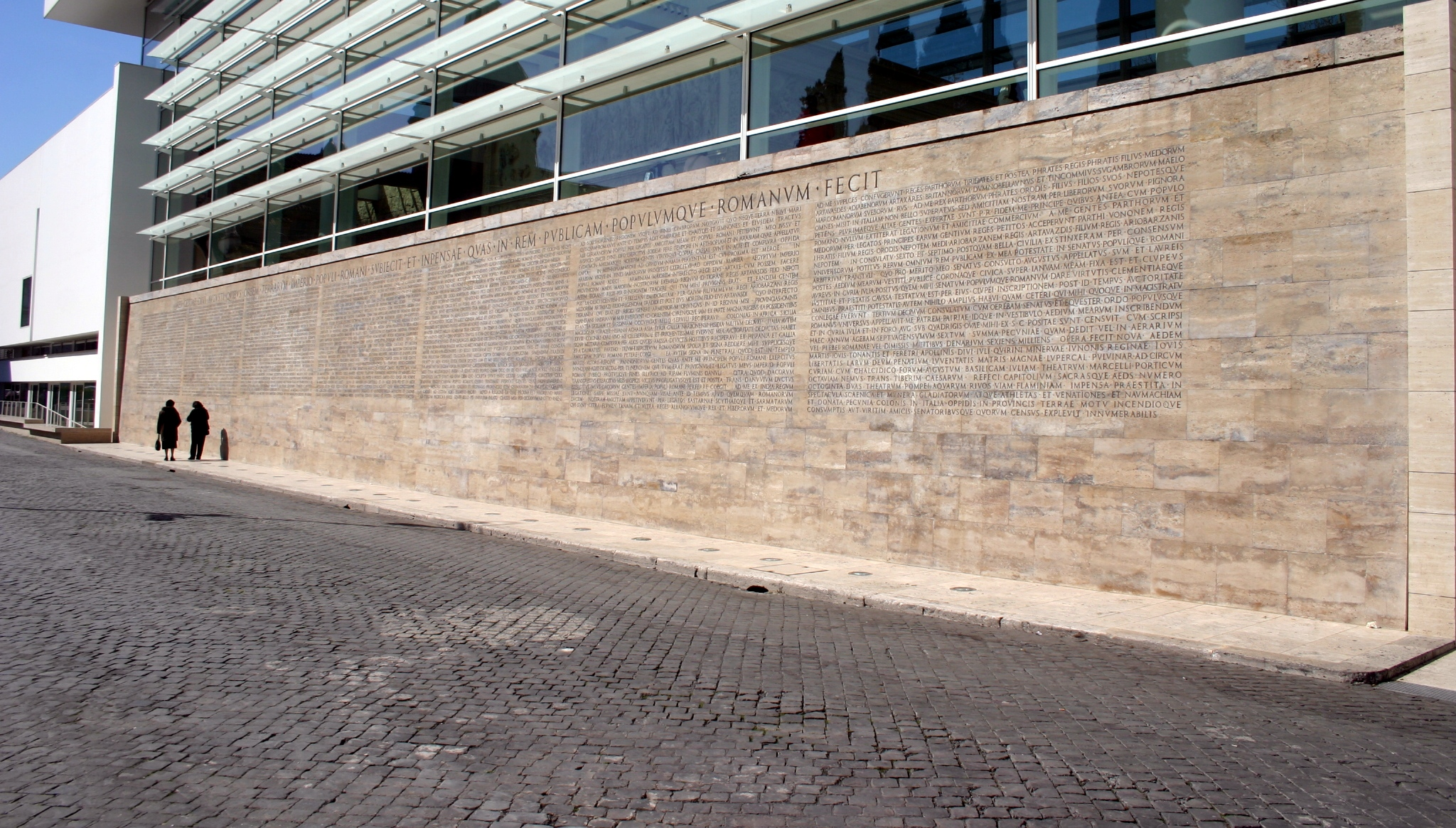
La copia delle Res gestae divi Augusti, collocata sul retro del museo.

Nel novembre 2013, durante un acquazzone, i pannelli di vetro dell'edificio hanno ceduto, causando l'allagamento della sala contenente l'Ara Pacis.

## Accoglienza e dibattito

La nuova teca di Richard Meier in costruzione, nel 2006.

L'opera è stata accolta con pareri contrastanti. Il New York Times l'ha definita "un flop e una grande delusione", in quanto "tanto ignorante del contesto quanto la sua antecedente fascista," "espressione contemporanea di ciò che può avvenire quando un architetto feticizza il proprio stile in maniera autocelebrativa". L'architetto Massimiliano Fuksas ha espresso un parere negativo, sostenendo che la nuova teca "altera gli equilibri della piazza", mentre secondo il collega Paolo Portoghesi "sarebbe stato meglio non costruirla". L'archeologo Adriano La Regina ha criticato la mancanza di schermature dalla luce solare al monumento romano, sostenendo che quest'ultimo sarebbe diventato "il pretesto per la teca, e non viceversa". Il critico d'arte Vittorio Sgarbi l'ha invece liquidata  definendola "una pompa di benzina texana nel cuore di uno dei centri storici più importanti del mondo", nonché il primo passo verso una "internazionalizzazione" della città eterna. Per via delle forme fortemente geometriche, orizzontali, e le superfici lisce, è stata ironicamente definita dal pubblico "Bara Pacis".
Tuttavia il giudizio non è stato unanime. Il critico Achille Bonito Oliva ha ad esempio mostrato apprezzamenti per il progetto di Meier, e anche l'architetto capitolino Antonino Saggio ha espresso un parere positivo: "l'apertura di un cantiere nel centro di Roma rappresenta un evento per la città, ormai caratterizzata da interventi temporanei e da una tendenza alla musealizzazione".

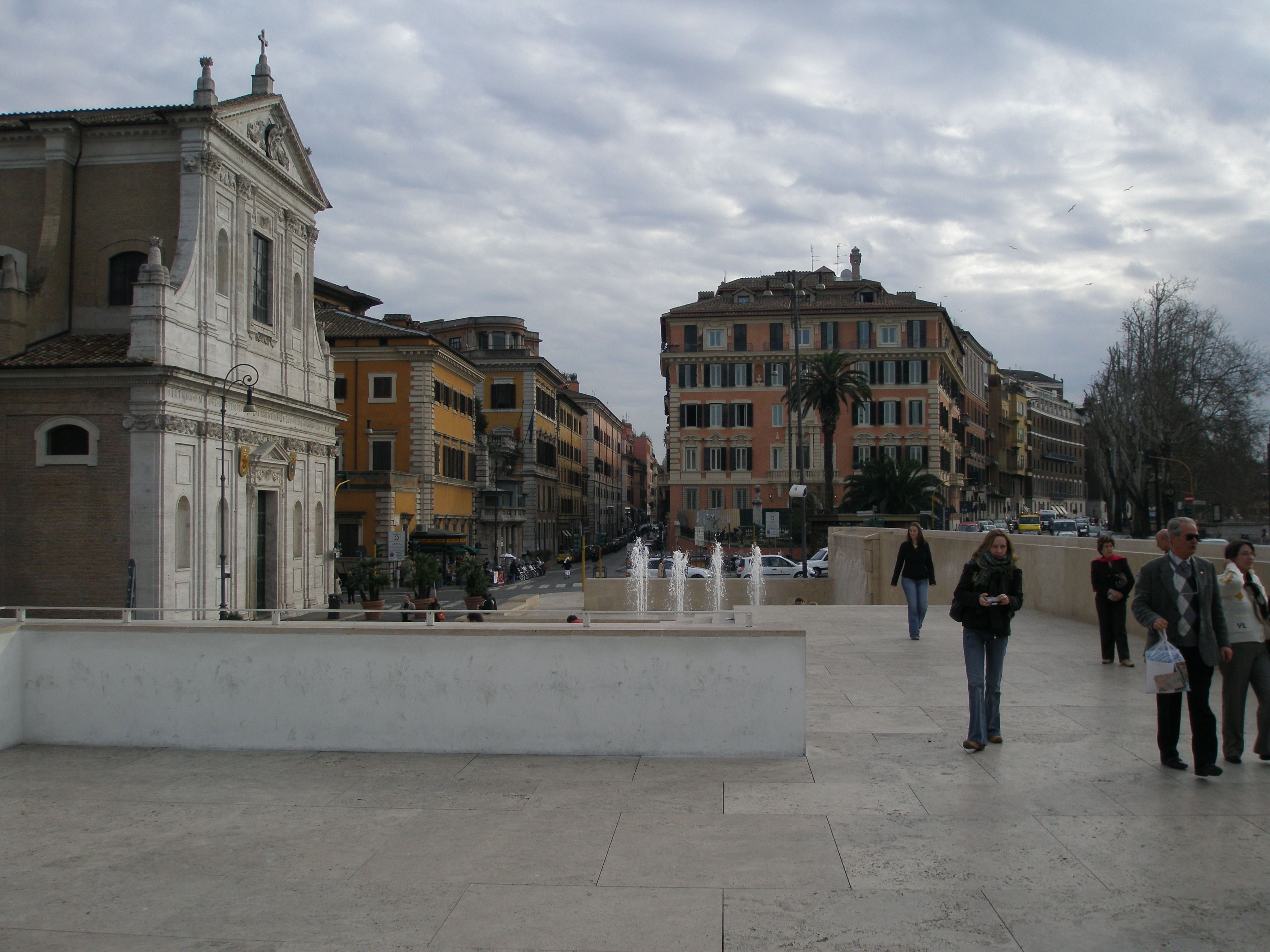
Il contesto urbanistico in cui si trova la struttura museale

In una delle sue prime dichiarazioni dopo l'elezione a sindaco di Roma, nell'aprile del 2008, Gianni Alemanno aveva annunciato la sua intenzione di rimuovere la teca di Meier. Lo stesso Alemanno ha però successivamente precisato che l'intervento sull'Ara Pacis non era in ogni caso fra le priorità del suo programma.
Oltre all'estetica e alla mole dell'edificio, molte polemiche ha sollevato la costruzione da parte di Meier di un muro di travertino sul lato del Lungotevere, coprendo così per metà la vista dalla strada delle chiese di San Rocco e di San Girolamo dei Croati. Nonostante l'iniziale volontà della giunta Alemanno di ridurre l'altezza del muro, in accordo con l'architetto, tale intervento non è mai stato portato a termine.